# Arakinthos
Arakinthos fue un municipio perteneciente a la unidad periférica de Etolia-Acarnania. Comprendía parte del sur del lago Triconida. Fue fundado en 1999 con el Plan Kapodistrias y funcionó hasta 2010, cuando fue abolido por el Plan Calícrates. Actualmente forma parte del municipio de Agrinio.
El municipio era sobre todo montañoso y tomaba su nombre del monte Arakinthos, situado al sur del lago Triconida. Según el censo de 2001, el municipio contaba con 6.448 habitantes repartidos en un área de 99,717 hectáreas. La capital estaba situada en Papadates, mientras que el asentamiento más grande era Mataraga. Otras comunidades son Zavgaraki, Bajo y Alto Kerásovo y Grammatikoú. Desde la carretera del sur del lago Triconida que conecta los pueblos de la zona hay unas vistas preciosas del lago, con Agrinio al fondo.

## Subdivisión
- Unidad municipal de Papadates

Papadates
Loleika

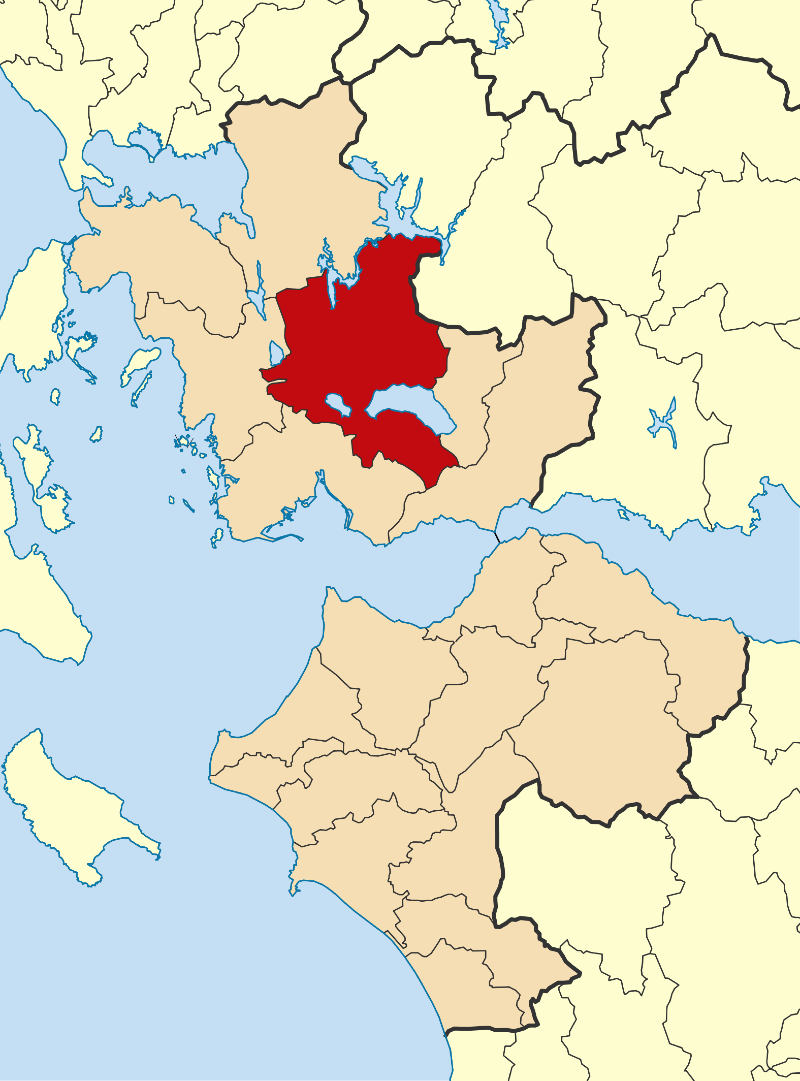
El municipio de Agrinio, en el cual está integrada el antiguo municipio de Arakinthos.

- Unidad municipal del Alto Kerásovo

Ano Kerásovo
Dafni
Klima
- Unidad municipal de Grammatikoú

Grammatikoú
- Unidad municipal de Zevgaraki

Zevgaraki
Ano Zevgaraki
Kamaretsaiika
- Unidad municipal del Bajo Kerásovo

Kato Kerásovo
- Unidad municipal de Mataragas

Mataragas
Agia Marina
Palaioplátanos